# أملج بالاوي
أملج بالاوي (الاسم العلمي:Phyllanthus palauensis) هو نوع من النباتات يتبع جنس الأملج من الفصيلة الأملجية.